# 島後
島後（日语：／ Dōgo）是日本隱岐群島的主島，位於日本海，距離本州約70（38海里）。全域屬於島根縣隱岐郡隱岐之島町，島根縣廳在此設有隱岐支廳。與島後相對的是位於其西側約12（6.5海里）處的島前（包括西之島、中之島、知夫里島）。島後面積241.64平方公里，周長約211公里，島上人口有約14,422人。島上有平神社古墳以及隱岐機場。

## 外部連結
- 隠岐の島町 （页面存档备份，存于）